# 久保田駅 (秋田県)
久保田駅（くぼたえき）は、秋田県由利本荘市久保田にある、由利高原鉄道鳥海山ろく線の駅である。無人駅。

## 歴史
- 1985年（昭和60年）10月1日：由利高原鉄道により由利郡由利町に開業[1]。

## 駅構造

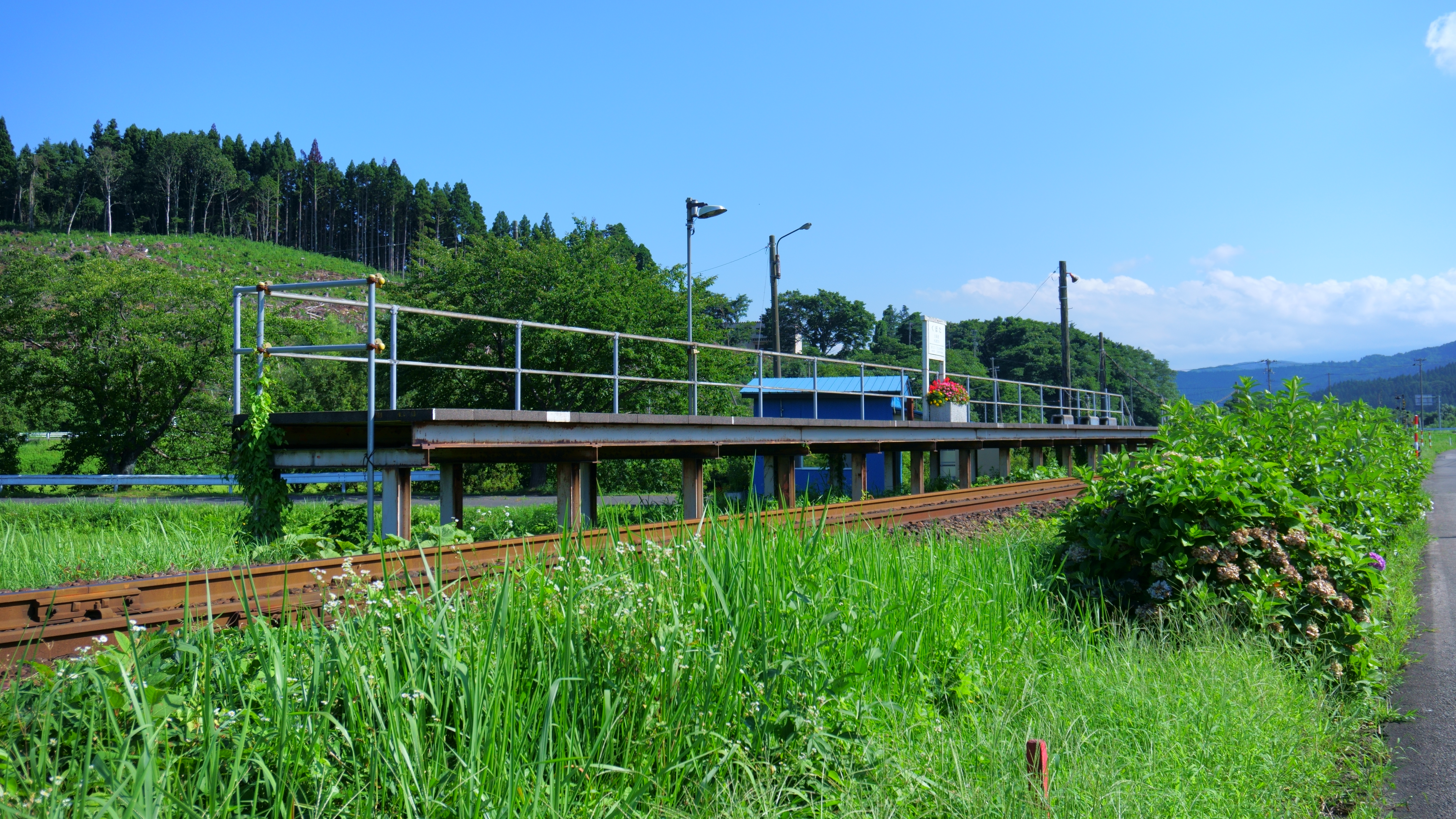
ホーム全景（2020年8月）

単式ホーム1面1線を有する地上駅。

## 利用状況
| 1日乗降人員推移 | 1日乗降人員推移 |
| 年度            | 1日平均人数     |
| --------------- | --------------- |
| 2011年          | 21              |
| 2012年          | 15              |
| 2013年          | 18              |
| 2014年          | 15              |
| 2015年          | 14              |
| 2016年          | 16              |
| 2017年          | 13              |
| 2018年          | 10              |
| 2919年          | 16              |
| 2020年          | 7               |
| 2021年          | 12              |
| 2022年          | 22              |

## 駅周辺
- 秋田県道293号西滝沢館線
- 子吉川

## 隣の駅
由利高原鉄道
■鳥海山ろく線
前郷駅 - 久保田駅 - 西滝沢駅